# Schreibrichtung
Die Schreibrichtung (auch: Schriftrichtung) bestimmt, in welcher Richtung die Schriftzeichen einer Schriftsprache geschrieben und gelesen werden. In deutschen Texten ist die Schreibrichtung primär von links nach rechts und sekundär von oben nach unten. Beinhalten Texte Schriften mit unterschiedlichen Schreibrichtungen, handelt es sich um bidirektionalen Text.

## Allgemeines
Wenn ein Wort geschrieben wird, wird es mit einem Schriftzeichen begonnen. Die Schreibrichtung bestimmt, ob das nächste Schriftzeichen links oder rechts vom vorhergegangenen, darüber oder darunter gesetzt wird. Fast immer steht dann auch das nächste Wort in dieser Richtung. In derselben Richtung muss auch gelesen werden. Diese Eigenschaft von Texten nennt man Linearität. Die Schreibrichtung bestimmt die makrotypographische Grundeinheit Zeile.
Man unterscheidet zwischen primärer und sekundärer Schreibrichtung. Die primäre Schreibrichtung ist diejenige, in der die einzelnen Schriftzeichen aufeinanderfolgen. Die sekundäre Schreibrichtung ist diejenige, in der die Zeilen aufeinanderfolgen.
Ist die primäre Schreibrichtung waagerecht, wie zum Beispiel bei der für die meisten westlichen Sprachen benutzten lateinischen Schrift, so spricht man von einer waagerechten Schrift. Wird primär senkrecht (das heißt von oben nach unten oder von unten nach oben) geschrieben, so spricht man von einer senkrechten Schrift.
Bei den waagerechten Schriften unterscheidet man anhand der primären Schreibrichtung zwischen rechtsläufiger (von links nach rechts, dextrograd), linksläufiger (rechts nach links, sinistrograd) sowie bustrophedoner (Zeilen abwechselnd von links nach rechts und von rechts nach links geschrieben) Schreibrichtung. Fast alle waagerechten Schriften werden sekundär von oben nach unten geschrieben.
Sind Schriftstücke in Buchform gebunden, so befindet sich die Bindung bei primär rechtsläufigen Schriften links, bei primär linksläufigen Schriften rechts der Titelseite.
Eine Schrift, die von links nach rechts und von oben nach unten geschrieben wird (unabhängig davon, welches davon die primäre und welches die sekundäre Richtung ist) kann von Rechtshändern nur bei sehr großer Schriftgröße versehentlich verwischt werden.

## Schreibrichtung in verschiedenen Schriftsystemen
Die lateinische Schrift ist eine waagerechte rechtsläufige Schrift, das heißt, sie wird primär von links nach rechts geschrieben. Dasselbe gilt für fast alle anderen Schriften des europäischen Kulturraums wie die griechische, die kyrillische, die armenische und die georgische.
Ebenfalls waagerecht rechtsläufig sind die äthiopische Schrift sowie die zahlreichen indischen Schriften, zum Beispiel Devanagari, Tamilisch und – außerhalb Indiens – Thailändisch und Tibetisch. Bei diesen handelt es sich um Abugidas, wobei das Zeichen für den einem Konsonanten folgenden Vokal mitunter auch links vom Konsonanten steht; die aus Konsonant und Vokal bestehenden Einheiten folgen aber immer von links nach rechts aufeinander.
Die semitischen Konsonantenschriften, also zum Beispiel Arabisch und Hebräisch, sind waagerechte linksläufige Schriften, das heißt, sie werden primär von rechts nach links geschrieben.
Die Schriften des Chinesischen, Japanischen und Koreanischen werden traditionell primär von oben nach unten und sekundär von rechts nach links geschrieben, bei einzeiligen Texten ist konsequenterweise die Richtung von rechts nach links aufzufinden (da es sich um eine Reihe von Spalten der Länge 1 handelt). Aufgrund des westlichen Einflusses ist heute jedoch auch eine Schreibrichtung wie die für Texte mit lateinischer Schrift verbreitet. Die klassische mongolische Schrift, die heute noch in der Inneren Mongolei und der Mongolei verwendet wird, läuft primär von oben nach unten und sekundär von links nach rechts.
Die irische Ogham-Schrift sowie einige philippinische Schriften wie etwa die Tagbanuwa-Schrift werden primär von unten nach oben geschrieben.

## Geschichte
Die frühen Griechen (ca. 800 bis 600 v. Chr.) handhabten die Schreibrichtung zunächst noch variabel. Es existierten linksläufige (sinistrograde), rechtsläufige (dextrograde) und die bustrophedone („wie der Ochse pflügt“) Schreibweise. Beim Bustrophedon wechselte mit der Schreibrichtung oft auch die Ausrichtung der einzelnen Buchstaben von Zeile zu Zeile. In der Folge haben sich Form und Ausrichtung vieler Buchstaben – etwa M und A – so entwickelt, dass sie in beiden Richtungen ähnlich erscheinen.
Spätestens im 4. Jahrhundert v. Chr. setzte sich im griechischen Raum die rechtsläufige Schreibweise durch, wie sie bis heute in Europa verwendet wird.

## Spaltenschreibung in Zeitungen

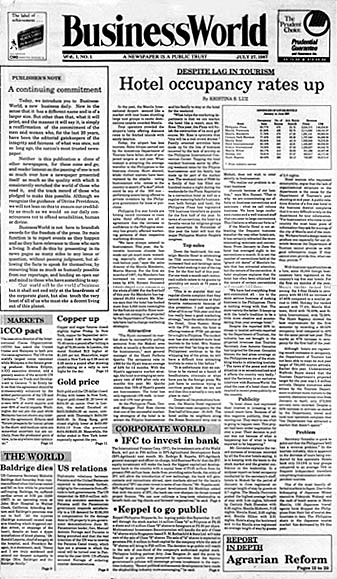
Zeitung mit Spalten

Die Spalten in Zeitungen sind verhältnismäßig schmal, damit der Leser den Text in seinem unmittelbaren Gesichtsfeld behält. Das Lesen fällt ihm so leichter. Am Ende einer Spalte muss er den Blick neu an den Anfang einer Spalte orientieren, um dann mit den Augen die Zeilen von links nach rechts zu erfassen und dem Text langsam von oben nach unten zu folgen. Die Schreibrichtung ist hier prinzipiell unverändert, nur der einzelne Textblock ist kürzer und schmaler.